# Westfield (rivière)
Pour les articles homonymes, voir Westfield.
La rivière Westfield  (Westfield River) est une rivière qui s’écoule dans l’État américain du Massachusetts, et un affluent du fleuve Connecticut. 

## Géographie
Longue de 125,7 km, la rivière a un bassin versant de 1 339 km2. La rivière prend sa source dans la région vallonnée des Berkshires. Elle traverse la localité de Westfield avant de se jeter dans le fleuve Connecticut au niveau de West Springfield (Massachusetts).
Les principaux affluents de la rivière sont la North Branch Westfield River, la Middle Branch et la West Branch. La Swift River rejoint la North Branch près de Cummington. La portion basse de la rivière était anciennement nommée Agawam River. 
L’état de la rivière, qui fut dans le passé très polluée par des rejets industriels, s’est amélioré et il est possible d’y pratiquer la pêche à la truite ainsi que des activités nautiques comme le kayak.